# 음바 코네
음바 코네(프랑스어: Mbah Koné, 1990년 12월 12일~)는 부르키나파소의 축구 선수로, 포지션은 수비수이다. 보보 스포츠와 부르키나파소 축구 국가대표팀에서 뛰고 있다.

## 국가대표팀 경력
2014년 1월, 2014년 아프리카 네이션스 챔피언십의 부르키나파소 축구 국가대표팀 명단에 포함되었다.